# روبرت فنسنت (موسيقي)
روبرت فنسنت (بالإنجليزية: Robert Vincent)‏ هو موسيقي بريطاني، ولد في 1976.

## وصلات خارجية
- الموقع الرسمي
- روبرت فنسنت على موقع ميوزك برينز (الإنجليزية)